# Élections législatives de 1981 à Mayotte
Les élections législatives françaises de 1981 à Mayotte se déroulent le 14 juin.

## Élus
| Circonscription        | Député sortant   | Parti | Parti     | Député élu ou réélu | Parti | Parti |
| ---------------------- | ---------------- | ----- | --------- | ------------------- | ----- | ----- |
| Circonscription unique | Younoussa Bamana |       | UDF (CDS) | Jean-François Hory  |       | MRG   |

## Positionnement des partis
Le député sortant Younoussa Bamana (UDF-CDS) ne se représente pas.
Le Rassemblement pour la République présente un candidat tandis que le radical de gauche Jean-François Hory est soutenu par le Parti socialiste. On compte aussi un candidat divers gauche et deux sans étiquette.

## Résultats

### Résultats à l'échelle du territoire
|                | Mouvement des radicaux de gauche | 7 403  | 72,89  | 1 |  |  |
|                | Parti communiste français        | 596    | 5,87   | 0 |  |  |
|                | Majorité présidentielle          | 7 999  | 78,76  | 1 |  |  |
|                |                                  |        |        |   |  |  |
|                | Rassemblement pour la République | 1 658  | 16,33  | 0 |  |  |
|                | Union pour la nouvelle majorité  | 1 658  | 16,33  | 0 |  |  |
|                |                                  |        |        |   |  |  |
|                | Divers gauche                    | 344    | 3,39   | 0 |  |  |
|                | Sans étiquette                   | 155    | 1,53   | 0 |  |  |
|                |                                  |        |        |   |  |  |
| Inscrits       | Inscrits                         | 20 548 | 100,00 | 1 |  |  |
| Abstentions    | Abstentions                      | 10 005 | 48,69  |   |  |  |
| Votants        | Votants                          | 10 543 | 51,31  |   |  |  |
| Blancs et nuls | Blancs et nuls                   | 387    | 3,67   |   |  |  |
| Exprimés       | Exprimés                         | 10 156 | 96,33  |   |  |  |

### Résultats par circonscription
|                       | Jean-François Hory élu     | MRG            | 7 403  | 72,89  |  |  |  |
|                       | Frédéric Gabriel-Sabatier  | RPR            | 1 658  | 16,33  |  |  |  |
|                       | André Alonzo               | PCF            | 596    | 5,87   |  |  |  |
|                       | Ahmed Ben-Ishaka-Mahoulida | Divers gauche  | 344    | 3,39   |  |  |  |
|                       | Mahoura Bacar              | Sans étiquette | 155    | 1,53   |  |  |  |
|                       |                            |                |        |        |  |  |  |
| Inscrits              | Inscrits                   | Inscrits       | 20 548 | 100,00 |  |  |  |
| Abstentions           | Abstentions                | Abstentions    | 10 005 | 48,69  |  |  |  |
| Votants               | Votants                    | Votants        | 10 543 | 51,31  |  |  |  |
| Blancs et nuls        | Blancs et nuls             | Blancs et nuls | 387    | 3,67   |  |  |  |
| Exprimés              | Exprimés                   | Exprimés       | 10 156 | 96,33  |  |  |  |
| Source : Data.gouv.fr |                            |                |        |        |  |  |  |